# 山田辰也
山田 辰也（やまだ たつや, 1976年3月6日 - ）は、日本の体操競技選手。群馬県出身。愛称は「タツ」「たっちゃん」など。

## チーム遍歴
- アイハラ体操クラブ－群馬県立高崎工業高等学校－筑波大学体育学群－大和銀行－大翔会体操クラブ－コナミ－相好体操クラブ

## 経歴
- ローマオリンピック金メダリストの相原信行の指導を受け、頭角を現す
- 1992年、全国高校総体でつり輪3位・全日本ジュニア選手権ではつり輪優勝
- 1993年、全国高校総体でつり輪優勝（2連覇）・全日本ジュニア選手権でもつり輪優勝で2連覇
- 1994年、全日本選手権でつり輪3位・全日本インカレでつり輪優勝
- 1995年、全日本選手権でつり輪優勝・全日本インカレでは平行棒とつり輪の2種目に優勝
- 1996年、全日本インカレでつり輪優勝
- 1997年、全日本選手権でつり輪2位・全日本インカレでつり輪優勝（4連覇）
- 1998年、全日本社会人選手権で個人総合優勝
- 1999年、ユニバーシアードに日本代表として出場・天津世界選手権にも出場し団体4位
- 2002年、デブレツェン世界選手権に出場つり輪・跳馬ともに予選敗退
- 2003年、アナハイム世界選手権(日本チーム主将）で団体3位、つり輪5位の成績を残す
- 2004年、アテネオリンピック出場を逃す
- 2005年、メルボルン世界選手権つり輪4位